# Hiatella
Genre
Hiatella est un genre de mollusques bivalves de la famille des Hiatellidae.

## Liste des espèces
Selon World Register of Marine Species (1 juin 2016) :
- Hiatella arctica (Linnaeus, 1767)
- Hiatella arenacea (E. A. Smith, 1910)
- Hiatella australis (Lamarck, 1818)
- Hiatella azaria (Dall, 1881)
- Hiatella rugosa (Linnaeus, 1767)

Selon ITIS (1 juin 2016) :
- Hiatella arctica (Linnaeus, 1767)
- Hiatella azaria (Dall, 1881)
- Hiatella glaciana
- Hiatella pholadis (Linnaeus, 1771)
- Hiatella striata Fleuriau, 1802

## Synonymes
- Agina Turton, 1822
- Biapholius Lamarck, 1818
- Byssonia Blainville, 1817
- Coramya Brown, 1844
- Didonta Schumacher, 1817
- Pholeobia Leach in Ross, 1819
- Saxicava Bellevue, 1802
- Spongyophylla Brusina, 1866